# Alexandre Massai
Alexandre Massai, também conhecido como Alexandre Massaii (Nápoles, 15?? - Sines, 1638) foi um arquitecto e engenheiro militar napolitano.

## Biografia
Alexandre Massai veio para Portugal em 1589 com outro militar italiano, o seu tio Giovanni Vicenzo Casale (seu tio), para fortificarem o porto de Lisboa. Nesta altura, o país estava unido a Espanha, sob o domínio da Dinastia Filipina, que iniciou, nos finais do Século XVI, um vasto programa para a construção de defesas ao longo da costa portuguesa, de forma a protegê-la dos ataques dos piratas e corsários.
Um ano depois, Massai foi destacado para a costa do Alentejo, onde desenvolveu a maior parte da sua vida profissional legando um notável conjunto de obras e "um considerável acervo de cartografia e desenho projectual, nomeadamente representações de trechos da costa e portos e projectos de fortificação e hidraúlica marítima". Tendo sido determinada por Filipe II de Espanha a construção do Forte da Ilha do Pessegueiro e a reedificação do Castelo de Sines (esta última jamais materializada), de ambos os projetos se encarregou Massai. Esteve à frente das obras de ampliação e defesa do porto e fortes do Pessegueiro, de 1590 a 1598, vasto projeto que previa a ligação artificial da ilha do Pessegueiro ao Penedo do Cavalo, e deste ao continente. 
A partir de 1598, Massai foi chamado a Vila Nova de Milfontes, onde principiou a construção do forte de defesa da barra do rio Mira, o Forte de São Clemente.
Em 1617 foi incumbido de fazer diligências acerca das obras e fortalezas do reino do Algarve e da calheta de Sines, de que resultaram descrições com notícias sobre a história e a geografia dos lugares, sobre o estado das fortificações (em termos de obras realizadas e que deveriam ser feitas), sobre as guarnições e a artilharia existentes, os tipos de navios que vinham aos portos, a navegabilidade dos rios, as armações, as fontes ou as pessoas que forneceram as informações, entre outros assuntos, bem como plantas ou traças com as respectivas legendas ou declarações. Como resultado, redigiu a "Descripção do Reino do Algarve…", um extenso relatório cujo levantamento foi iniciado entre 1617-1618 e concluído em 1621, destinando-se a informar o supremo Conselho (de Guerra e da Fazenda) de Sua Majestade sobre as obras e reparos necessários às fortificações litorâneas, portuguesas e algarvias de aquém e de além-mar.
Do mesmo modo que Tibúrcio Spanochi, mas de modo mais aprofundado, Massai apresentou inicialmente um mapa de conjunto dos Reinos de Portugal e Algarve, e depois um mapa de situação referente a cada povoação litorânea estudada, focalizando aspectos do sítio no qual deveriam ser implantadas as obras futuramente projetadas.
Para fundamentar o seu parecer referente aos projetos ("trassas") das obras propostas, Massai, por vezes, cotejava opiniões de outros engenheiros ou mesmo de habitantes e técnicos locais, para que tudo pudesse ser decidido pelo Conselho de Guerra e pelo Conselho da Fazenda com base em informações o mais concretas possível.

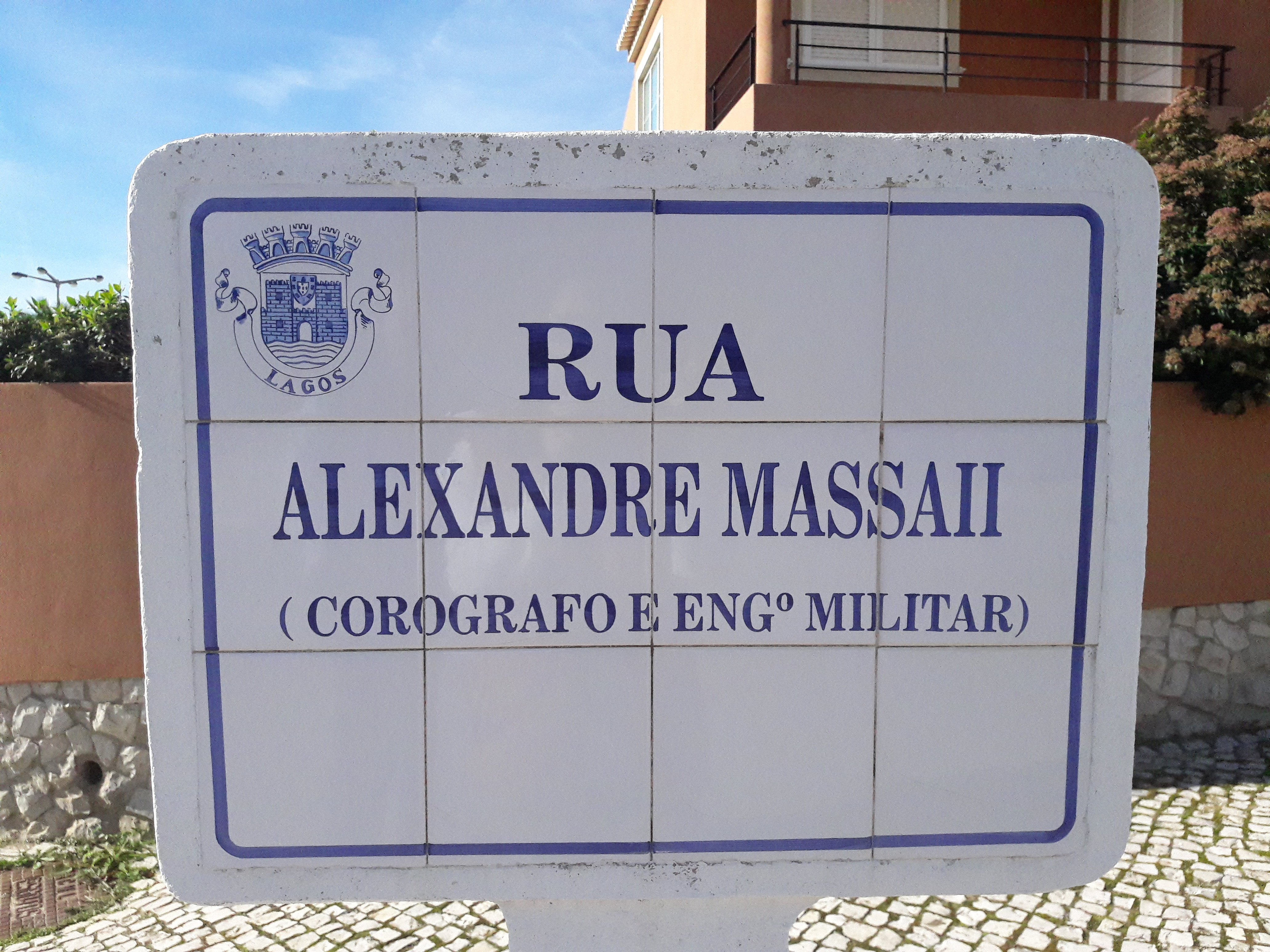
Placa toponímica da rua Alexandre Massaii, em Lagos.

## Principais projectos
- Forte do Pessegueiro (1590-1598)
- Forte de São Clemente, em Vila Nova de Milfontes (1598-1602)
- MASSAI, Alexandre. "Descripcaõ do Reino do Algarve …", 1617/1618. [2]
- Projecto para a construção de novos baluartes com maior capacidade defensiva (1621), não concretizado.
- Forte do Revelim (século XVIII)
- Forte de São Lourenço do Bugio (Lisboa,)

## Homenagens
O nome de Alexandre Massaii foi colocado num arruamento da cidade de Lagos, na região do Algarve.